# Jason Binn
Jason Binn (nacido en 1968) es un empresario estadounidense conocido por fundar Niche Media y DuJour Media.

## Biografía
Binn nació en 1968, hijo de Moreton y Penny Binn, en Roslyn, Nueva York. Se licenció en la Facultad de Comunicación de la Universidad de Boston en 1986. Es miembro del consejo asesor de la universidad.
Binn se casó con Haley Lieberman en diciembre de 2003. Tienen tres hijos y residieron juntos en Nueva York. antes de separarse en 2016.

## Carrera
A los 23 años, empezó su carrera editorial en D'Arcy Masius Benton & Bowles. Tras licenciarse en la Universidad de Boston, creó marcas de medios de comunicación en todo el país. Al trasladarse al sur de Florida, fundó en 1992 la revista Ocean Drive, una publicación de lujo centrada en el estilo de vida de Miami.
En 1998, fundó Niche Media, editora de revistas regionales de lujo como Hamptons Magazine, Aspen Peak, Boston Common, Capitol File, Los Angeles Confidential, Vegas Magazine y Michigan Avenue.
En 2010, Binn fue nombrado presidente de Niche Media Holdings LLC. En el mismo 2010, Binn fue asesor jefe de Gilt Groupe, una empresa de compras de lujo en línea.
En 2012, Binn fundó DuJour Media, su primer gran lanzamiento mediático desde que vendió Niche Media en 2006. Entre las publicaciones de DuJour se encuentran Gotham Los Ángeles, Aspen Peak y DuJour Magazine, la publicación trimestral en jefe, que se dirige a quienes tienen un patrimonio neto mínimo de 5 millones de dólares.
Desde 2016, es director ejecutivo de JetSmarter, Inc.

## Premios y reconocimientos
En 2005, Binn fue incluido en el perfil "Forbes 400" de la revista Forbes y recibió el premio "Empresario del Año" de Ernst & Young. En 2007, fue el único miembro de los medios de comunicación incluido en el "Advertising Hall of Achievement" de la Federación Americana de Publicidad. En 2008, fue incluido en la lista de empresarios de éxito "40 Under 40" de Crain's.
En otoño de 2012, Crain's New York atribuyó a Binn el mérito de hacer que las revistas impresas tuvieran más éxito en una época en la que la prensa impresa está perdiendo mercado en favor de los medios digitales. También fue reconocido por la Federación Estadounidense de Publicidad. En 2008 recibió el Distinguished Alumni Award for Service to Profession de la Universidad de Boston por su labor en el campo de las comunicaciones y los medios de comunicación.